# Elassonitis
Der Elassonitis (griechisch Ελασσονίτης, auch Elassonitikos Ελασσονίτικος) ist ein Fluss in der griechischen Region Thessalien. 
Der Elassonitis entspringt an der südwestlichen Flanke des Olymp-Massivs (Gipfelhöhen Terpsithea, 2.589 m, und Ennea Pyrgi, 2.470 m) in der Nähe der Ortschaft Ano Sparmo (Epano Sparmo). Zunächst verläuft der Elassonitis in südwestlicher Richtung und umfließt dabei das Kato-Olymbos-Massiv bogenförmig von Nord nach West. Dabei passiert er die Ortschaften Flambouro und Kallithea in deren Süden und erreicht die Stadt Elassona westlich des Kato-Olymbos-Massivs. Bei der Passage der Stadt Elassona erhält der Elassonitis Zuflüsse aus nordwestlicher Richtung wie die Flüsse Kourtidiaris Rema und Grammatiko Lakkos. Nach der Stadt Elassona schwenkt der Flussverlauf in südwestliche Richtung. Der Elassonitis mündet in der Nähe des Dorfes Amouri bzw. östlich der Ortschaft Pratorioin den Fluss Titarisios.
Die Wassermassen des Elassonitis gelangen über den Titarisios und den Pinios in die Ägäis.